# Lumberjanes

Lumberjanes est une série de bande dessinée américaine créée par les scénaristes Grace Ellis et N.D. Stevenson et publiée entre 2014 et 2020 par BOOM! Studios sous forme de comic books. Elle raconte l'histoire d'un groupe de jeunes filles lors d'un camp scout estival où se manifestent de nombreux phénomènes surnaturels et créatures extraordinaires.
Originellement prévue comme une mini-série de huit épisodes dessinée par Brooke A. Allen, son succès a conduit ses auteurs et son éditeur à en poursuivre la publication, Shannon Watters remplaçant Ellis comme co-scénariste. D'autres auteurs ont ponctuellement participé à la série, telle Faith Erin Hicks.
Elle est éditée en France par les éditions Kinaye depuis 2022, qui reprennent les intégrales "To the max" (8 fascicules) de la version originale.

### Comic books
Série régulière
| Numéros | Date            | Nom de l'épisode ou arc                                   | Dessinatrice    | Scénariste                       | Coloriste    | Lettreuse    |
| ------- | --------------- | --------------------------------------------------------- | --------------- | -------------------------------- | ------------ | ------------ |
| 1-8     | 04-09/2014      | Beware the Kitten Holly (1-4) Friendship to the Max (5-8) | Brooke A. Allen | Grace Ellis Noelle Stevenson     | Maarta Laiho | Aubrey Aiese |
| 9-12    | 12/2014-03/2015 | A Terrible Plan                                           | Carolyn Nowak   | Shannon Watters Noelle Stevenson | Maarta Laiho | Aubrey Aiese |
| 13-17   | 04-08/2015      | Divers                                                    | Brooke A. Allen | Shannon Watters Noelle Stevenson | Maarta Laiho | Aubrey Aiese |
| 18-20   | 09-11/2015      | Divers                                                    | Carolyn Nowak   | Kat Leyh Shannon Watters         | Maarta Laiho | Aubrey Aiese |
| 21-25   | 12/2015-04/2016 | Divers                                                    | Carey Pietsch   |                                  | Maarta Laiho | Aubrey Aiese |
| 26-28   | 05-07/2016      | Sparrow a Moment                                          | Ayme Sotuyo     |                                  | Maarta Laiho | Aubrey Aiese |
| 29-32   | 08-11/2016      | Cut Loose                                                 | Carey Pietsch   |                                  | Maarta Laiho | Aubrey Aiese |
| 33-34   | 12/2016-01/2017 | Might as wheel                                            | Carolyn Nowak   |                                  | Maarta Laiho | Aubrey Aiese |

Numéros spéciaux
| Nom (date)                        | Nom de l'épisode                          | Dessinatrice              | Scénariste       | Coloriste    | Lettreuse                 |
| --------------------------------- | ----------------------------------------- | ------------------------- | ---------------- | ------------ | ------------------------- |
| Beyond Bay Leaf (octobre 2015)    | Beyond Bay Leaf (octobre 2015)            | Rosemary Valero-O'Connell | Faith Erin Hicks | Maarta Laiho | Rosemary Valero-O'Connell |
| Makin' the Ghost of It (mai 2016) | Makin' the Ghost of It                    | Christine Norrie (en)     | Jen Wang         | Maarta Laiho | Aubrey Aiese              |
| Makin' the Ghost of It (mai 2016) | Sphinxes, and Riddles, and Wishes, Oh My! | Savanna Ganucheau         | Kelly Thompson   | Joie Brown   | Mad Rupert                |

Lumberjanes/Gotham Academy
Cette série dérivée a été publiée de juin à novembre 2016.
| Numéros | Dessinatrice              | Encreuse       | Scénariste                  | Coloriste     | Lettreuse         |
| ------- | ------------------------- | -------------- | --------------------------- | ------------- | ----------------- |
| 1-4     | Rosemary Valero-O'Connell | Maddi Gonzalez | Chynna Clugston Flores (en) | Whitney Cogar | Warren Montgomery |
| 5-6     | Kelly et Nicole Matthew   | Jenna Ayoub    | Chynna Clugston Flores (en) | Whitney Cogar | Warren Montgomery |

### Albums
Version originale :
- Lumberjanes, Boom Box! :

1. Beware the Kitten Holy, 2015. Reprend les épisodes 1-4.
2. Friendship to the Max, 2015. Reprend les épisodes 5-8.
3. A Terrible Plan, 2016. Reprend les épisodes 9-12.

- Lumberjanes to the Max Edition, 2 vol., Boom Box!, 2015 et 2016. Reprend les épisodes 1-8 et 9-17.

Version française :
- Lumberjanes, éditions Kinaye, reprend le découpage de l'édition intégrale originale "To the max" :
  1. Intégrale N°1, 2022, #1-8
  2. Intégrale N°2, 2022, #9-12, 14-17
  3. Intégrale N°3, 2023
  4. Intégrale N°4, 2023

## Récompenses
- 2015 :
  - Prix Eisner de la meilleure nouvelle série et de la meilleure publication pour adolescents
  - Prix Harvey de la meilleure publication graphique originale pour jeunes lecteurs
- 2016 : Prix Harvey de la meilleure publication graphique originale pour jeunes lecteurs